# U5-Triebwagen
U5-Triebwagen (oder kurz Baureihe U5) ist die Bezeichnung für die fünfte Generation von Stadtbahnfahrzeugen in Frankfurt am Main. Die Triebwagen wurden für den Einsatz bei der U-Bahn Frankfurt entwickelt und verkehren dort seit 2008 auf der A-Strecke, seit September 2012 auf der C-Strecke sowie seit April 2015 auch auf der B-Strecke. Die Auslieferung der 224 Fahrzeuge umfassenden Baureihe wurde bis Juni 2017 abgeschlossen. Mitte 2018 wurden 22 zusätzliche Mittelwagen bestellt, die 2021 bis 2023 geliefert wurden.

## Allgemeines

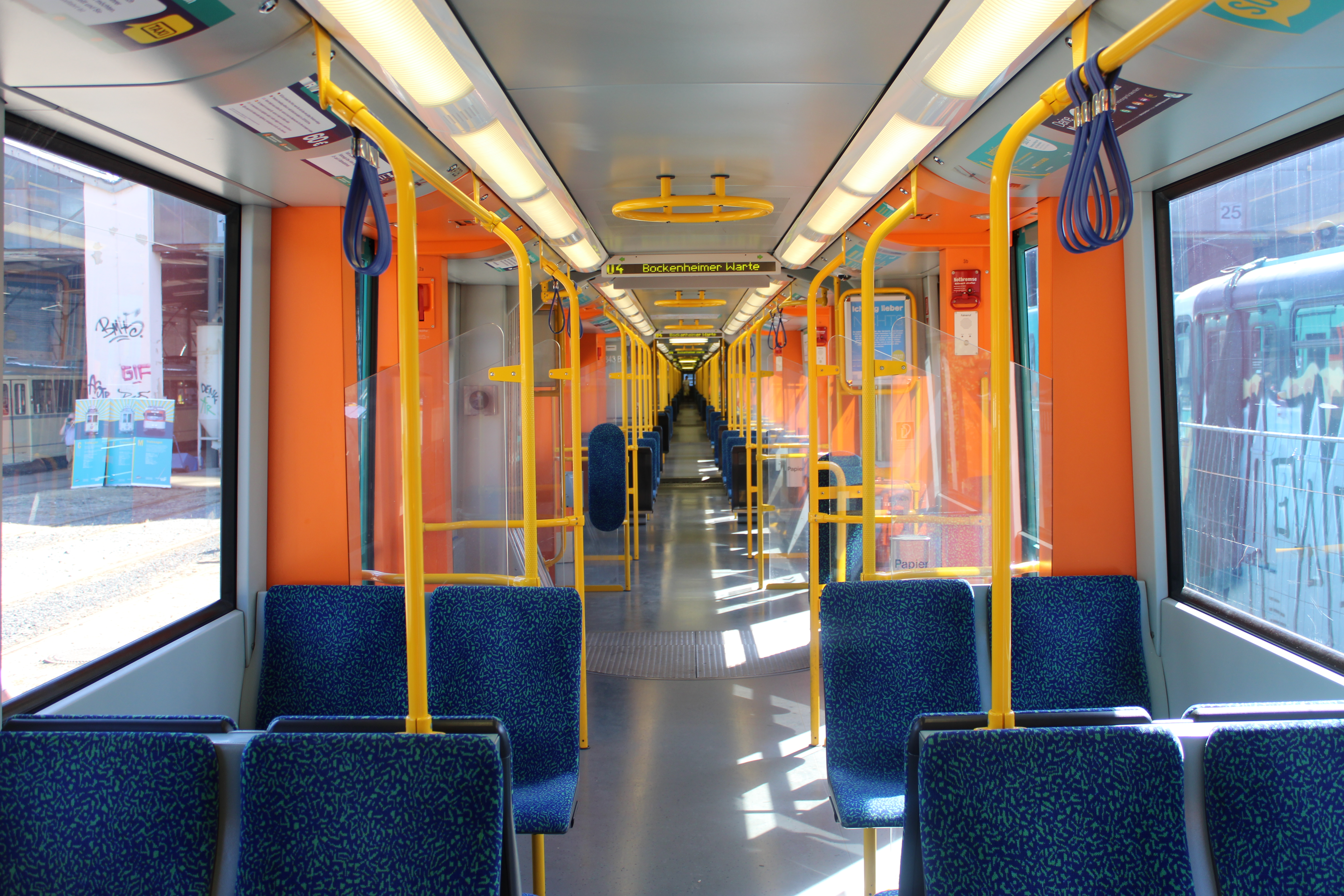
Sicht durch einen vierteiligen Zug aus vier U5-Triebwagen (U5-ER+U5-MW+U5-MW+U5-ER)

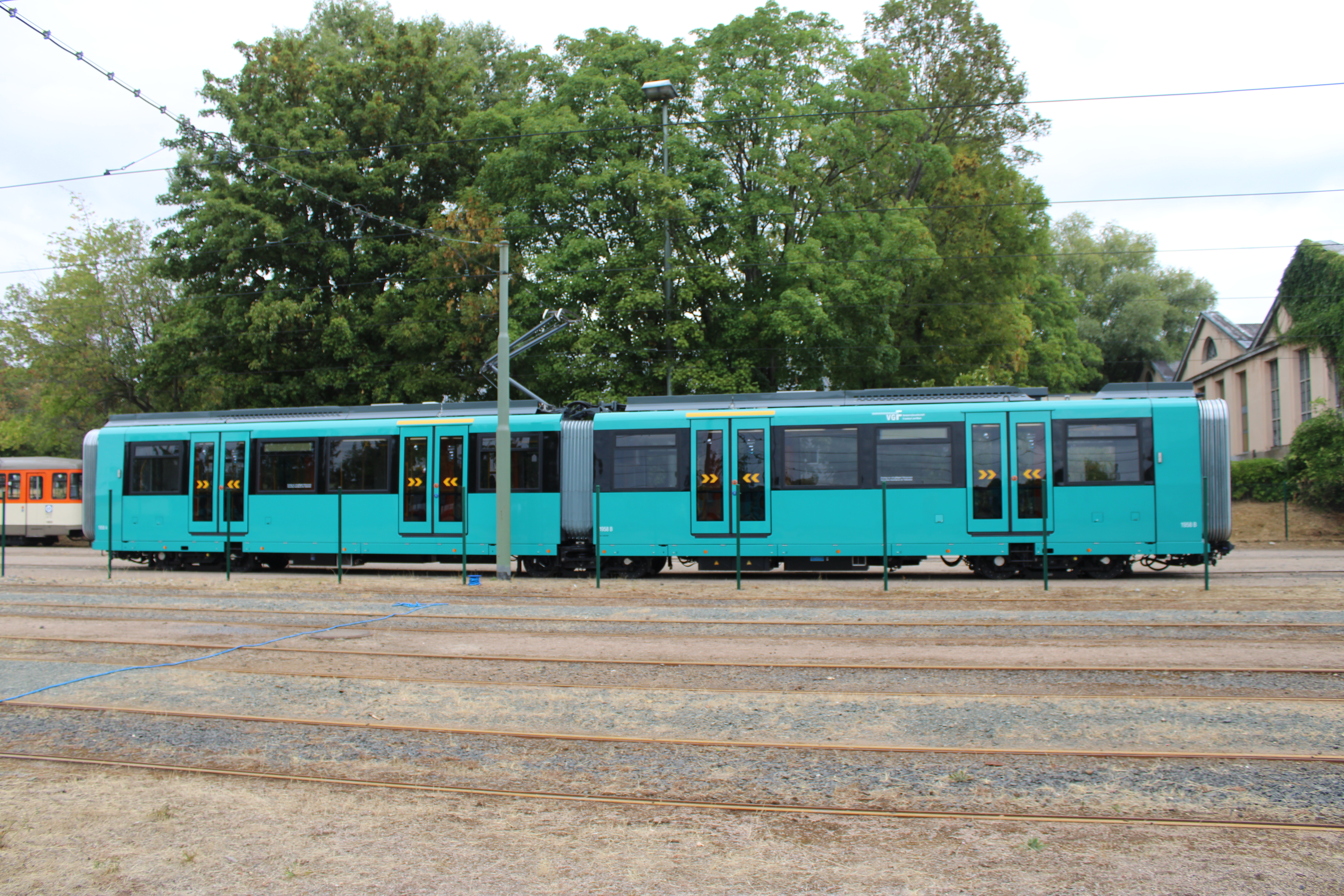
U5-MW 1958 auf Rangierfahrt im Betriebshof Eckenheim

Die U5-Wagen sind sechsachsige Hochflur-Gelenktriebwagen des kanadischen Waggonbauers Bombardier Transportation. Die Baureihe gehört zur Fahrzeugfamilie Flexity Swift, sie werden in drei Varianten angeboten:
- Zweirichtungsfahrzeuge mit zwei Führerständen mit der Bezeichnung U5-ZR
- Anderthalbrichtungsfahrzeuge mit nur einem Führerstand mit der Bezeichnung U5-ER
- Mittelwagen ohne Führerstand[2] mit der Bezeichnung U5-MW[3]

Die Bezeichnung ergibt sich aus der Anzahl der Führerstände. Alle drei Fahrzeugvarianten haben eine Länge von etwa 25 Metern. Die Anderthalbrichtungsfahrzeuge verkehren jedoch grundsätzlich immer in Doppeltraktion. Je zwei Fahrzeuge bilden somit etwa 50 Meter lange Doppeleinheiten, die in der Mitte durch einen Personenübergang verbunden sind. Dieses Konzept entspricht den ab 1998 in Hannover eingeführten TW 2000/2500. Mit den 23 in Auftrag gegebenen Mittelwagen ist es möglich, eine Doppeleinheit aus zwei U5-ER auf eine Dreifacheinheit mit 75 oder eine Vierfacheinheit mit 100 Metern Länge zu vergrößern, die durchgängig begehbar sind.
Die U5-Wagen unterscheiden sich von der Vorgängerbauart, den U4-Triebwagen, sowohl technisch als auch optisch deutlich. Um ein Höchstmaß an betrieblicher Flexibilität zu erreichen, können beide Baureihen gemeinsam im Zugverband gekuppelt werden. Deshalb liegen die Kontaktaufsätze der Kupplungen an den Führerstandsenden wie bei der Bauart U4 oberhalb der mechanischen Kupplung. Nachdem die Zulassung durch die Technische Aufsichtsbehörde (TAB) für gemeinsame Zugverbände am 26. Juni 2014 erteilt wurde, fuhr der erste Verband im Fahrgasteinsatz am 28. Juni 2014. Die Inneneinrichtung des U5-Wagens orientiert sich an den seit 2003 im Einsatz befindlichen Straßenbahnwagen der Baureihe S. Diese wurden ebenfalls von Bombardier gefertigt und gehören zur Flexity-Classic-Familie.
Die U5-Wagen haben deutlich weniger Sitzplätze als ihre Vorgänger, weil sie barrierefrei konstruiert wurden, um mobilitätseingeschränkten Personen die selbständige Teilnahme am Öffentlichen Personennahverkehr zu ermöglichen.

## Geschichte

### Vorgeschichte
Anders als alle vorherigen Baureihen in der Geschichte der Frankfurter U-Bahn werden die Wagen der Baureihe U5 nicht aufgrund des steigenden Bedarfs an Fahrzeugen durch Netzerweiterungen beschafft, sondern dienen erstmals als Ersatz für Altfahrzeuge. Der Fuhrpark der U-Bahn ist zum Zeitpunkt der Beschaffung bis zu 40 Jahre alt. Zunächst wurde jedoch untersucht, ob durch eine Sanierung des vorhandenen Fuhrparks der Kauf neuer Fahrzeuge hinausgezögert werden konnte. Die Untersuchung kam zu dem Ergebnis, dass diese Alternative langfristig nicht wirtschaftlich sei, weil sie höhere Kosten und Risiken als ein Neukauf mit sich trägt.
Die Entscheidung berücksichtigte, dass die bisherigen Baureihen aufgrund unterschiedlicher Ausbaustandards der drei U-Bahn-Strecken keine einheitlichen Einstiegshöhen, Fahrzeugbreiten und -längen hatten. Die Baureihe U5 war ein großer Schritt zur Standardisierung im Frankfurter U-Bahn-Netz und sollte die Triebwagen der Bauarten U2, Ptb und U3 ersetzen.

### Bestellung
Nach einem langen Disput um nicht bewilligte Fördergelder der Hessischen Landesregierung und einer internationalen Ausschreibung wurde am 2. Dezember 2005 schließlich bekannt, dass Bombardier Transportation die Ausschreibung gewonnen habe und den Auftrag erhalten solle. Am 15. März 2006 bestätigte der Auftraggeber, die Verkehrsgesellschaft Frankfurt (VGF), offiziell in einer Pressemeldung, bei Bombardier insgesamt 146 Fahrzeuge des Typs Flexity Swift mit einem Gesamtwert von 300 Millionen Euro zu bestellen.

Es besteht eine Option für 24 weitere Fahrzeuge.
Die U5-Wagen sind die erste Fahrzeugbaureihe der Frankfurter U-Bahn, die nicht vom deutschen Hersteller Duewag (heute Siemens Mobility) gebaut wurde, nachdem Duewag jahrzehntelang alle Baureihen der U-Bahn und Straßenbahn seit der Nachkriegszeit geliefert hatte.

### Entwicklung

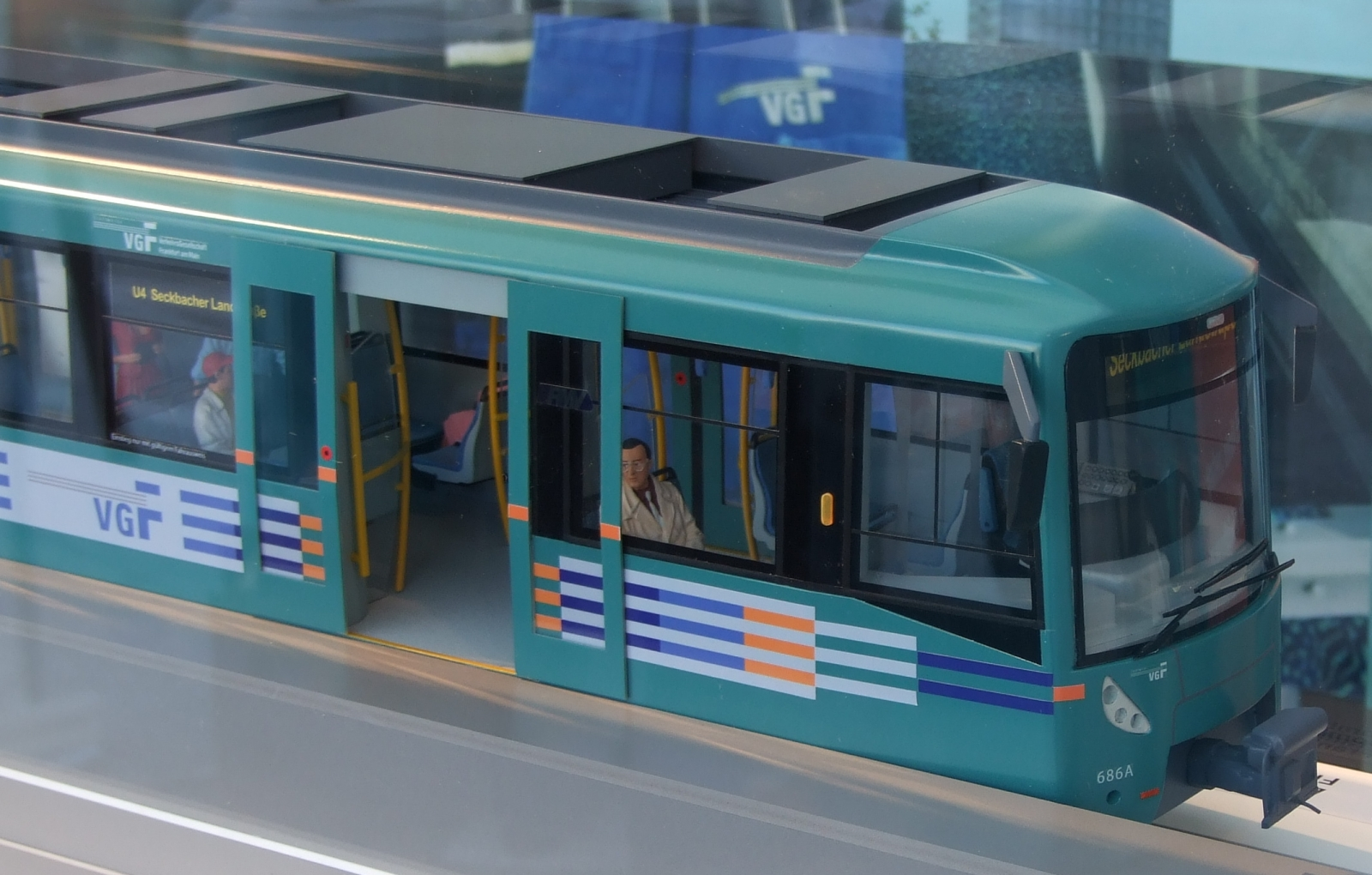
Modell des U5-Wagens

Der Hersteller entwickelte die U5-Triebwagen in enger Zusammenarbeit mit der VGF, die wiederum verschiedene Interessenverbände in die Gestaltung mit einbezog. So wurde mit den Doppeleinheiten der Variante U5-ER beispielsweise der Wunsch von Fahrgastverbänden umgesetzt, längere Fahrzeugeinheiten zu bilden, die nach dem Vorbild der S-Bahn-Baureihe 423 in voller Länge begehbar und einsehbar sind.
Dies erhöht das subjektive Sicherheitsgefühl der Fahrgäste und verringert das Risiko von Vandalismus insbesondere in den Abendstunden.
Mit Behindertenverbänden wurde das Konzept zur Innenraumgestaltung erarbeitet.
Im Rahmen der Entwicklung wurde in der Stadtbahnzentralwerkstatt ein 1:1-Modell – ein sogenannter Mock-up – aufgebaut.
Diese Nachbildung besteht aus einem Führerstand, zwei Sitzgruppen und einem Türbereich.
Der Mock-up diente unter anderem zur Entwicklung des Fahrerpults sowie zur Erarbeitung und Präsentation des Fahrgastraums in Abstimmung mit den Interessenverbänden.
Ein weiteres Modell zeigt einen kompletten U5-ZR-Wagen im Maßstab 1:22,5 und wurde am 21. September 2007 auf einem Informationsstand der VGF in der Frankfurter Innenstadt erstmals öffentlich vorgestellt. Es befindet sich nun in der Ausstellung des Schwanheimer Verkehrsmuseums.

### Produktion
Alle Fahrzeuge werden im Bombardier-Werk im ostsächsischen Bautzen gefertigt, am Standort Siegen werden die Drehgestelle gebaut und aus dem Mannheimer Werk kommt die elektrische Ausrüstung. Die Produktion der ersten Fahrzeuge begann Anfang 2007. Der Wagenkasten wird in Stahlleichtbauweise gefertigt. Der Rohbau des ersten Wagens wurde im August 2007 abgeschlossen und erhielt die Abnahme durch die VGF. Nach dem Rohbau werden die Fahrzeuge lackiert und innen ausgebaut. Aufgrund des modularen Aufbaus erfolgt der Ausbau von Wagenkästen und Fahrzeugköpfen getrennt. Aus Brandschutzgründen sind die Wagen innen mit thermoplastischen Materialien verkleidet. Die Frontscheiben bestehen aus Verbundglas, die Seitenfenster aus Einscheiben-Sicherheitsglas. Im Dezember 2007 konnte das erste Fahrzeug – ein U5-ZR-Wagen – die Montagehalle verlassen. Die Fahrzeuge werden anschließend auf einer ringförmigen Teststrecke auf dem Werksgelände ausgiebig getestet. Zum Testprogramm gehört unter anderem ein 5000-Kilometer-Dauerbetriebtest. Die Fahrzeuge erreichen eine Höchstgeschwindigkeit von 80 km/h, können Steigungen bis zu fünf Prozent bewältigen und verfügen über eine moderne Drehstromtechnik.

### Präsentation
Mitte Mai 2008 erreichte der erste U5-Wagen Frankfurt. Dabei handelte es sich um einen Zweirichtungswagen der Variante U5-ZR mit zwei Führerständen. Dieses Fahrzeug wurde am 29. Mai im Rahmen eines großen Festes unter dem Motto „Wir packen aus! – Frankfurts größtes Geheimnis wird gelüftet“ offiziell enthüllt und der Öffentlichkeit präsentiert. Die Veranstaltung fand am nördlichen Mainufer vor dem Saalhof in Höhe des Eisernen Stegs statt, wurde von den regionalen Medien unterstützt und durch ein Unterhaltungsprogramm begleitet.
Der Wagen 604 wurde im September 2008 auf der Verkehrstechnik-Fachmesse InnoTrans in Berlin ausgestellt. Das Fahrzeug wurde im Rahmen der Messe auf den Namen seines Entstehungsorts „Bautzen / Budyšin“ (obersorbisch) getauft und anschließend nach Frankfurt geliefert.

### Inbetriebnahme und Einsatz
Seit Mai 2008 wurden pro Jahr etwa 20 Fahrzeuge des Typs U5-ZR geliefert, nach Auslieferung des Wagens 654 im Herbst 2011 wurden dann in etwa gleichem Tempo zunächst U5-ER geliefert. Bis September 2017 sollte die Auslieferung abgeschlossen sein, tatsächlich war die Auslieferung bereits im Juni 2017 mit Wagen 696, dem letzten U5-ZR, abgeschlossen.
Die ersten drei Wagen des Typs U5-ZR wurden im Mai und Juni 2008 per Tieflader in die Stadtbahnzentralwerkstatt geliefert. Zunächst wurden zahlreiche Probefahrten auf dem Testring der Werkstatt und vereinzelt auch auf dem Streckennetz durchgeführt. Seit Juli 2008 lief die praktische Ausbildung des Fahrdienstpersonals für die neuen Wagen. Am 12. September 2008 wurden die Wagen 602 und 603 erstmals im Fahrgastbetrieb auf der Linie U3 nach Oberursel eingesetzt. Da es in Frankfurt zunächst noch verschiedene Bahnsteighöhen gab, konnten die U5-Wagen mit ihrer Einstiegshöhe von 87 cm nur auf der U-Bahn-Strecke A eingesetzt werden, die ersten Fahrzeuge waren daher im Betriebshof Heddernheim beheimatet. Sie lösten damit die bis zu 40 Jahre alten U2-Triebwagen ab. Nach kompletter Umstellung der A-Strecke auf U4- und U5-Wagen wurden die folgenden Fahrzeuge im Betriebshof Ost beheimatet und dort zunächst auf der U7, dann auf der U6 eingesetzt. Im Frühjahr 2015 wurden die Bahnsteige der Linie U4 an diesen Fahrzeugtyp angepasst und diese dann von der U6 auf die U4 überführt. Die U6 erhielt im Gegenzug die bis dahin auf der U4 eingesetzten Fahrzeuge der Baureihe U3. Am 9. Oktober 2016 folgte die Umstellung der Linie U5 vom Wagentyp Ptb auf U5. Bis Frühjahr 2017 wurden auch die restlichen Altfahrzeuge abgelöst, die seither noch teilweise als eiserne Reserve dienen.
Das erste Wagenpaar des Typs U5-ER (Wagen 801/802) wurde im Dezember 2011 an die VGF ausgeliefert, seit Februar 2012 ist auch diese Baureihe im Linieneinsatz. Für die Wartung der U5-ER-Wagen musste die Stadtbahnzentralwerkstatt erweitert werden, um die überlangen Doppeleinheiten nicht bei jeder Wartung entkuppeln zu müssen.
Bei einer Überholung im Werk bei Bombardier in Bautzen wurden die U5-ZR-Wagen 601 und 602 beim Hochwasser auf dem Werksgelände im Jahre 2010 beschädigt. Da sie fahruntauglich sind, stehen sie seit dem Ausbau der noch verwendbaren Einzelteile der Frankfurter Feuerwehr als Übungszug im Feuerwehr- und Rettungstrainingscenter zur Verfügung.

### Bremsprobleme
Im August 2011 wurde ein Fehler im Bremsverhalten der U5-ZR-Triebwagen beim Verkehr in Drei- und Vierfachtraktion festgestellt. Bemerkt wurde der Fehler an einem aus der Wendeanlage Südbahnhof in den Bahnhof einfahrenden Zug. Als der Bremsbefehl über den Sollwertgeber gegeben wurde, schaltete der Multifunction Vehicle Bus die Motorbremse nur mit starker Verzögerung ein. Als Reaktion wurde der Zug sofort aus dem Verkehr gezogen. Bei der anschließenden Überprüfung wurde festgestellt, dass das Problem bei Drei- oder Vierfachtraktion jederzeit wieder auftreten kann. Die Frankfurter Verkehrsgesellschaft gab in einer Pressemitteilung bekannt, dass es sich hierbei um einen Softwarefehler in der Fahrzeugsteuerung handele, durch den die Signallaufzeiten verlängert werden. In Zusammenarbeit mit dem Hersteller Bombardier wurde innerhalb von etwa vier Wochen eine neue Software aufgespielt und getestet. In der Zwischenzeit verkehrten seit dem 16. August die U5-ZR-Triebwagen maximal in Doppeltraktion. Zur Überbrückung des Wagenmangels setzte die Verkehrsgesellschaft Frankfurt verstärkt ältere U2-Triebwagen ein. Seit Ende September fuhren wieder vereinzelte Wagen mit aktualisierter Software in Dreifachtraktion, bis sukzessive alle Wagen aktualisiert wurden. Dies war im Verlauf des Oktober 2011 der Fall.

## Konstruktion und Technik

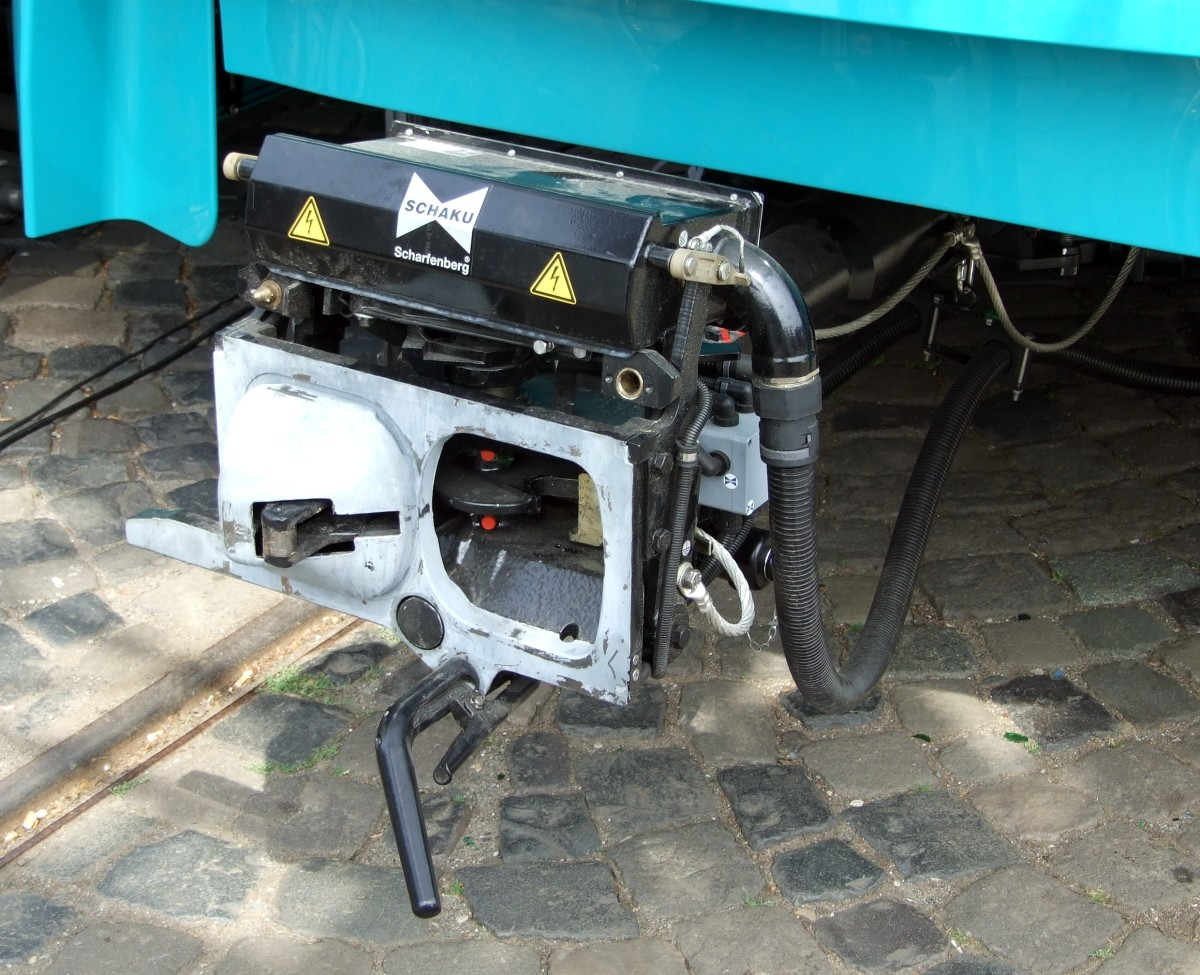
Scharfenbergkupplung am Führerstandsende

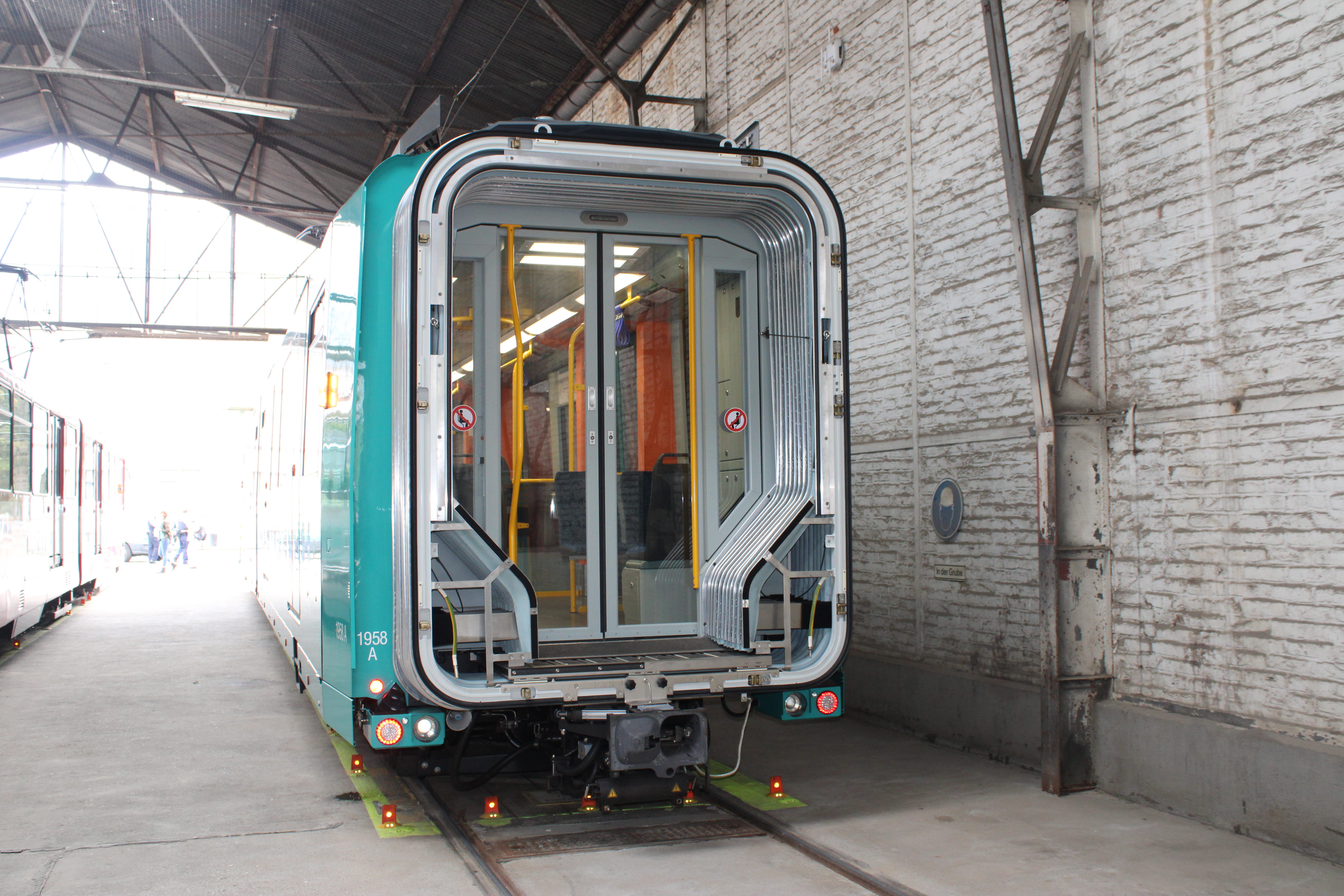
Wagenübergang des U5-MW 1958

Ein U5-Triebwagen besteht aus zwei Wagenkästen, die A-Teil und B-Teil genannt werden und mit einem Gelenk miteinander verbunden sind. Ein Faltenbalg deckt den Übergang zwischen beiden Teilen ab. Die Wagenkästen lagern auf drei zweiachsigen Drehgestellen, wobei sich das mittlere Jakobs-Drehgestell unter dem Gelenk befindet und die Last beider Teile trägt. Die technischen Abmessungen wie die Länge über Kupplung, der Drehzapfenabstand und der Achsstand sind von den U4-Triebwagen unverändert übernommen worden. Die Türanordnung, die sich bereits bei den U3- und U4-Wagen sehr gut bewährt hat, ist bei den U5-Wagen ebenfalls identisch. So verfügt ein Fahrzeug über acht doppelflügelige Schwenkschiebetüren, die gleichmäßig über den Wagen verteilt sind und somit einen optimalen Fahrgastfluss ermöglichen. Auf beiden Fahrzeugseiten ist jeweils die erste und letzte Tür als Notausstieg vorgesehen und mit einer Notentriegelung von außen sowie Trittstufen als Einstiegshilfe ausgerüstet. Diese Türen dienen zugleich als Einstieg für den Fahrer.
Die U5-Wagen sind modular aufgebaut. Die Module sind streng hierarchisch in einzelne Baugruppen gegliedert. Das Basismodul bilden die beiden Wagenkästen inklusive Gelenk. Am Wagenkasten sind der Fahrzeugkopf beziehungsweise der Übergang des Einrichtungswagens als separate Module angeschraubt. Die Schnittstellen zwischen den Modulen sind identisch, so dass Übergangsmodule und Fahrzeugköpfe wahlweise getauscht werden können.

### Besonderheiten der Einrichtungswagen U5-ER

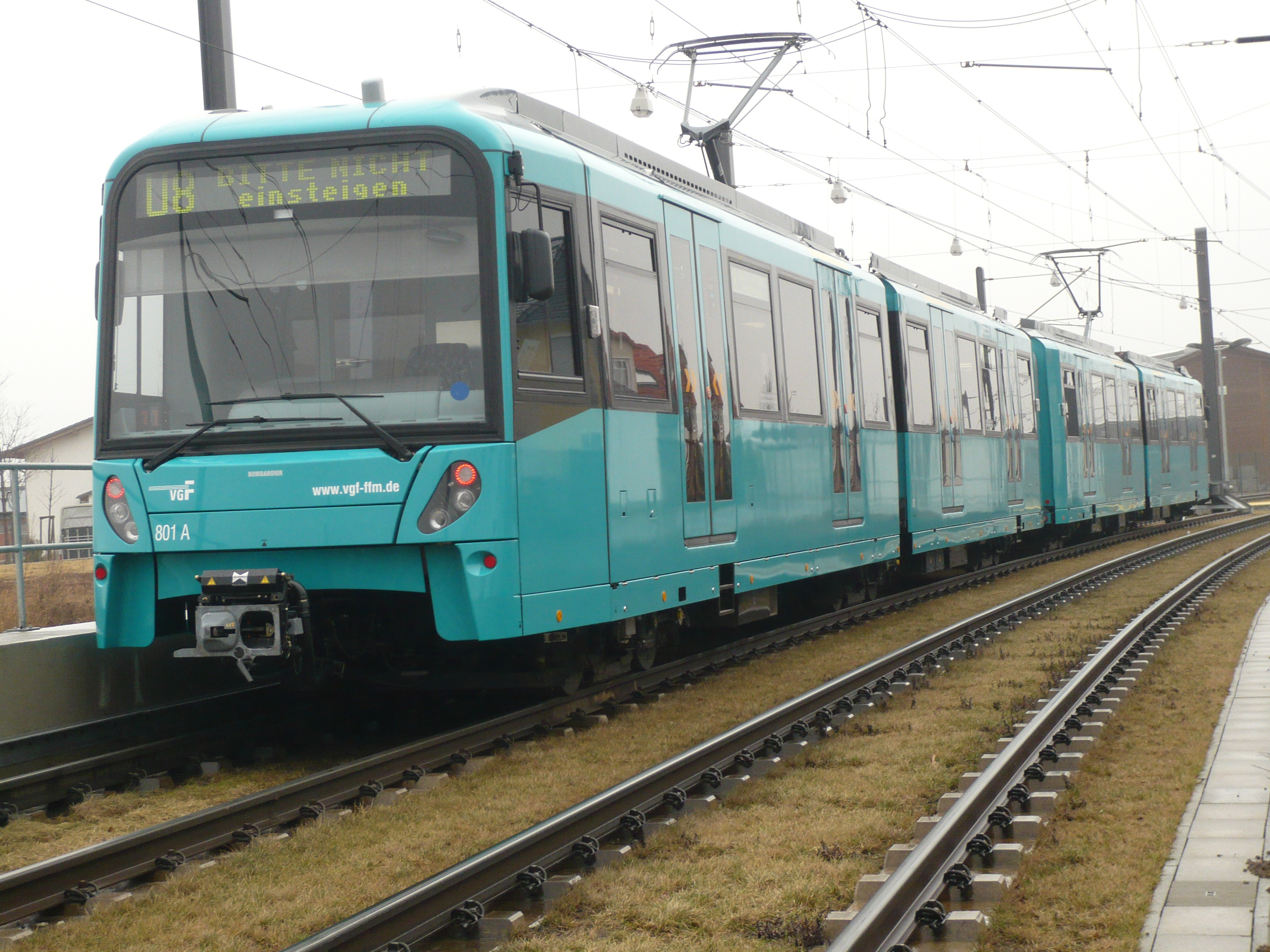
U5-ER+U5-ER = U5-50

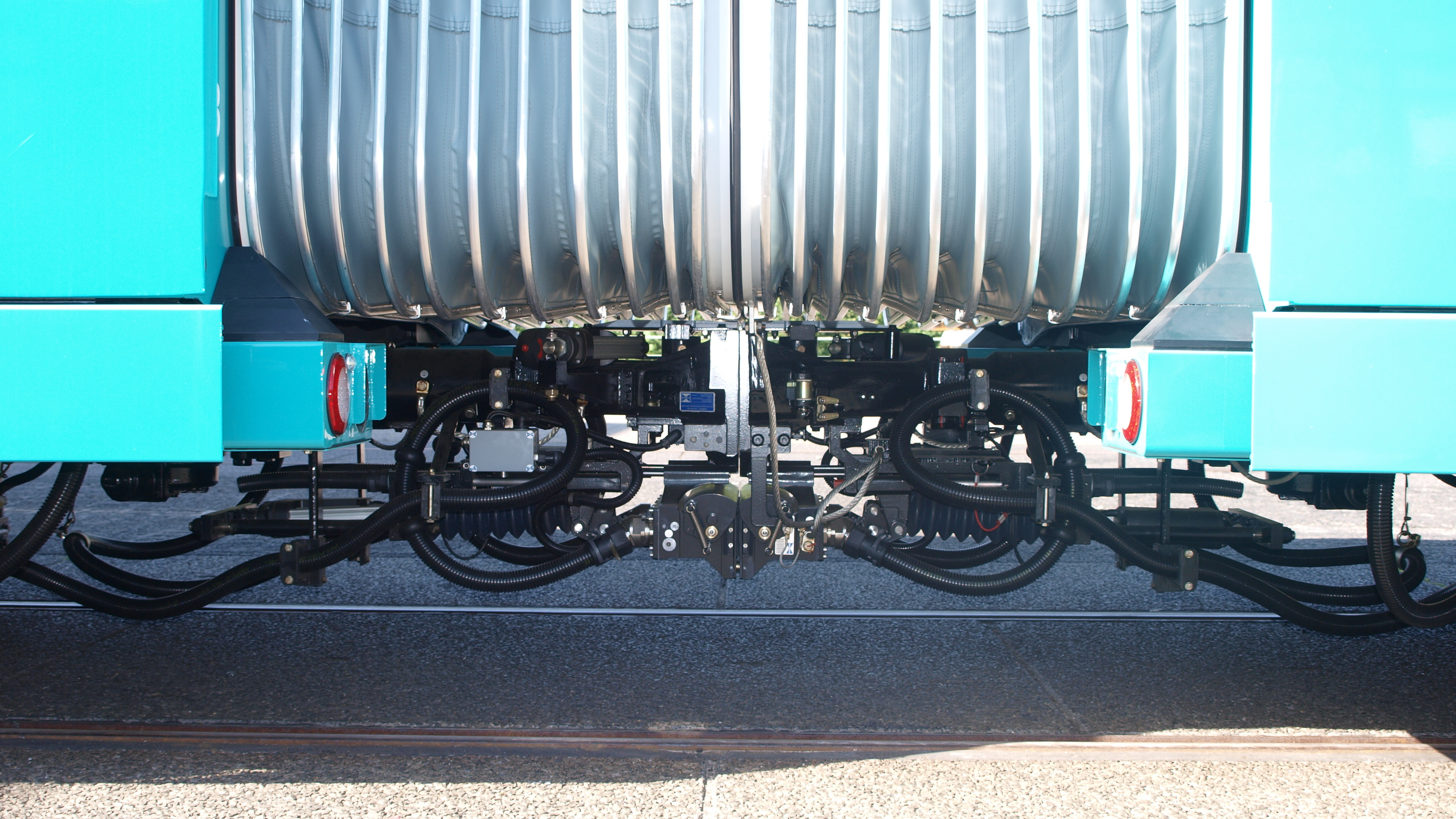
Kupplung am Übergangsende

Die Einrichtungsvariante U5-ER unterscheidet sich von den echten Zweirichtungswagen U5-ZR lediglich durch ein fehlendes Fahrzeugkopf-Modul am B-Teil. Stattdessen gibt es hier eine senkrechte Stirnwand mit Wagenübergang (Wellenbalg und Gliederbrücke), deswegen ist der B-Teil des U5-ER-Wagen rund 67 cm kürzer. Die Kupplung ist wie die am Führerstandsende eine automatisch kuppelnde und mechanisch baugleiche Scharfenbergkupplung mit identischer Höhe. Wegen des Wagenüberganges liegen die Kontaktaufsätze hier unterhalb der Kupplungen. Führestands- und Übergangsenden sind damit nur mechanisch kuppelbar. Durch Schiebetüren können die Wagenübergänge an den Fahrzeugenden geschlossen werden, um einzelne Triebwagen geschützt abzustellen. Entgegen der Betreiberterminologie handelt es sich bei den U5-ER um unechte Zweirichtungswagen.

### Besonderheiten der Mittelwagen U5-MW
Die Mittelwagen bestehen prinzipiell aus zwei Wagenkästen eines U5-ER mit Wagenübergang. Sie sind wie die Wagen mit Führerständen mit eigenständiger Antriebstechnik ausgestattet. Für sie gelten die gleichen Einschränkungen im Einsatz wie bei den U5-ER. An beiden Wagenenden gibt es je einen Hilfsführerstand für Rangierfahrten.

### Elektrische Ausrüstung

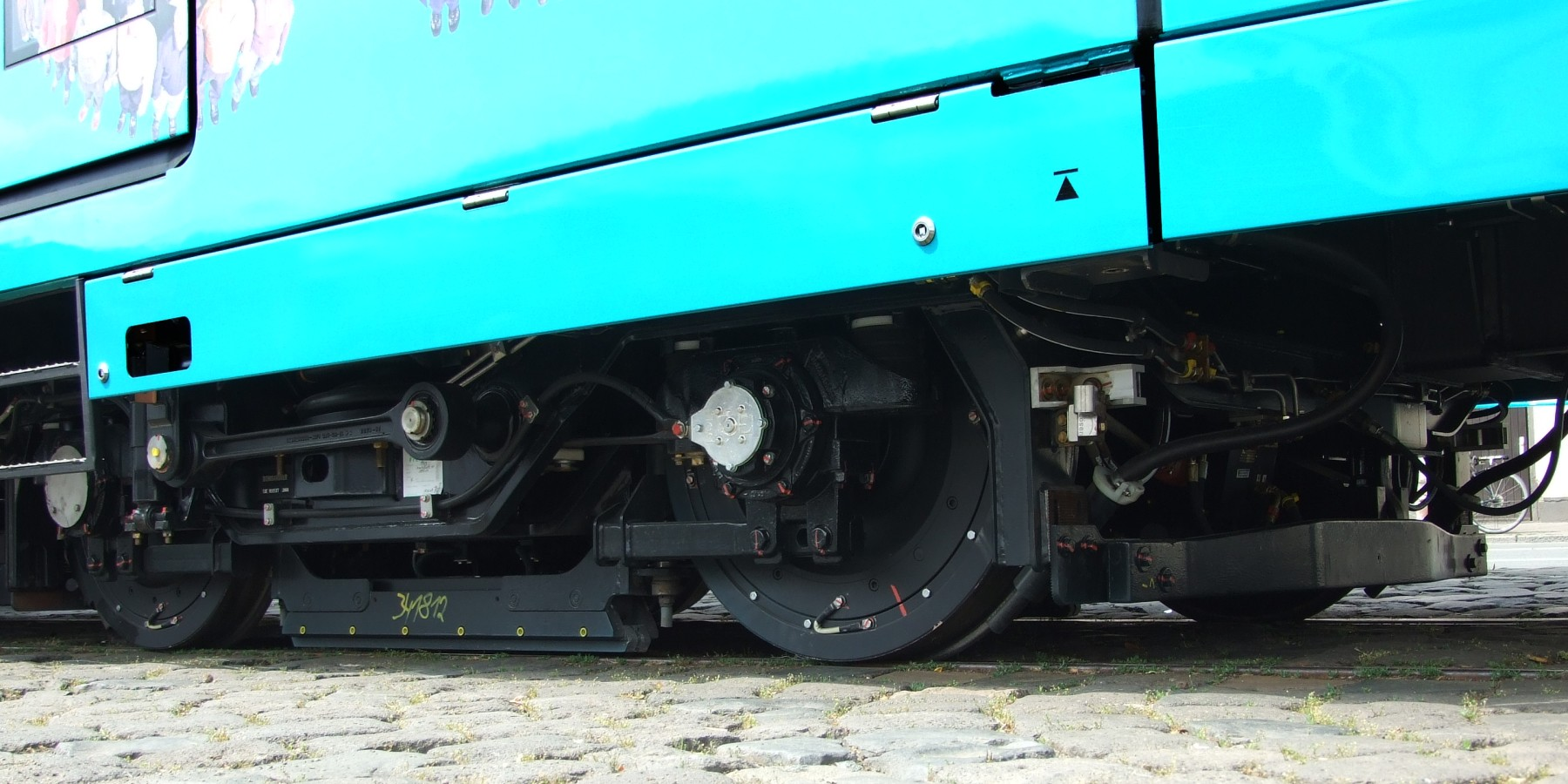
Triebdrehgestell (B-Teil)

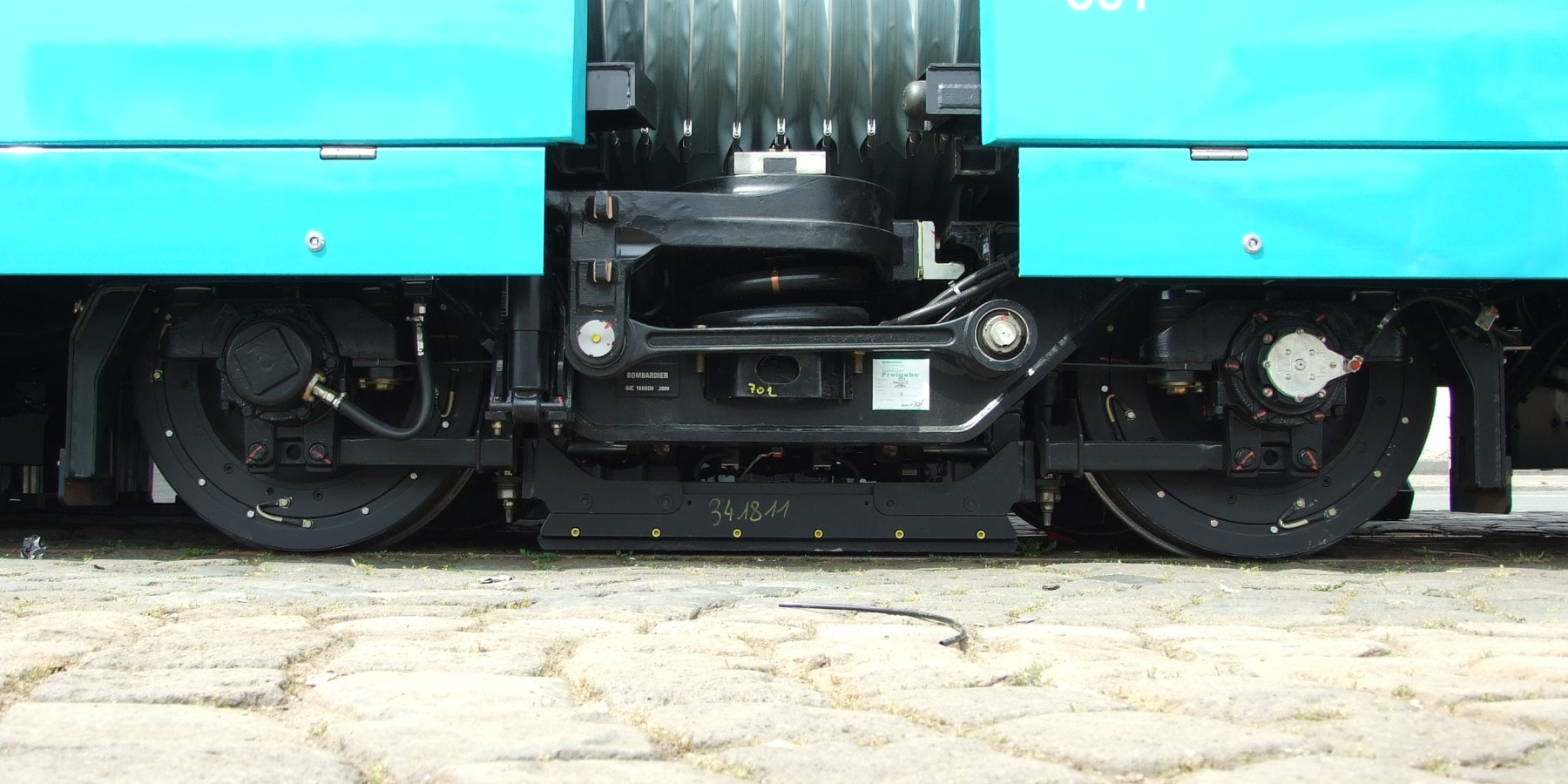
Laufdrehgestell (Mitte)

Ein U5-Triebwagen wird von vier Fahrmotoren angetrieben, die auf die beiden äußeren Drehgestelle verteilt sind. Das Jakobs-Drehgestell ist ein antriebsloses Laufdrehgestell. Die Fahrmotoren sind eigenbelüftete Drehstrom-Asynchronmaschinen mit einer Leistung von 130 kW.
Alle Drehgestelle sind mit elektrohydraulischen Bremsen ausgerüstet. Die Bremsscheiben der Laufachsen befinden sich auf den Achswellen, in den Triebdrehgestellen auf den Hohlwellen der Achsantriebe. Zusätzlich verfügen alle Drehgestelle über je zwei Magnetschienenbremsen mit einer Haftkraft von 66 kN, um im Falle einer Gefahrenbremsung nach den Richtlinien der BOStrab die vorgeschriebene Bremsverzögerung einzuhalten.
Die Antriebseinheit und Bremsausrüstung sind vollständig in die Drehgestelle eingebaut. Jedes Triebdrehgestell wird von einer Stromrichtereinheit, die sich unter dem Wagenboden befindet, mit Energie versorgt. Ein Wechselrichter wandelt die an der Fahrleitung anliegende Gleichspannung in Dreiphasenwechselstrom (Drehstrom) um und speist damit je zwei Fahrmotoren.
Durch generatorisches Bremsen werden die Fahrmotoren als Generatoren verwendet und speisen beim Bremsen gewonnene Energie über die Fahrleitung in das Netz zurück. Die Wechselrichter arbeiten im Bremsbetrieb als Gleichrichter. Falls die Energie nicht zurückspeist werden kann, wird sie über Bremswiderstände mit Fahrtwindkühlung auf dem Fahrzeugdach in Wärme umgesetzt.
Ein Einholmstromabnehmer zur Energieversorgung befindet sich auf dem Dach des A-Teils am Gelenk über dem Jakobsdrehgestell. Auf dem Dach befinden sich außerdem noch die Aggregate der Heizungs- und Klimaanlage, die pro Wagenteil jeweils einmal vorhanden sind.

### Systemtechnik
Die U5-Wagen werden ebenfalls wie die U4-Wagen mit einer modernen Leittechnik auf Basis einer Bus-Architektur gesteuert. Die Fahrzeuge sind mit Mitrac – dem Mikroprozessorsystem zur Antriebssteuerung von Schienenfahrzeugen des Herstellers Bombardier – ausgestattet. Dieses System basiert auf dem internationalen Standard IEC 61375 für Train Communication Networks. Ein wageninterner Antriebs- und Fahrzeugbus (Multifunction Vehicle Bus) leitet Steuerbefehle an den Antrieb und an dezentrale Komponenten wie beispielsweise die Türsteuerung oder Klimaanlage weiter. Über einen Zugbus (Wire Train Bus) sind mehrere Fahrzeuge im Zugverband miteinander verbunden. Als Kernstück hat jedes Fahrzeug einen Zentralrechner (Vehicle Train Control Unit), an dem die beiden Bussysteme angeschlossen sind. Betriebs- und Diagnosedaten können über ein drahtloses Netzwerk ausgelesen werden.
Wie bereits die U4-Wagen verfügen auch die U5-Wagen über ein Integriertes Bordinformationssystem (IBIS), womit unter anderem das Fahrgastinformationssystem (FIS) gesteuert wird. Über einen IBIS-Zugbus können die IBIS-Systeme aller Fahrzeuge im Zugverband miteinander kommunizieren. Durch Einhaltung der VDV-Richtlinie 300 ist die Kompatibilität mit IBIS-Systemen anderer Fahrzeugbaureihen gewährleistet.

### Innenausstattung

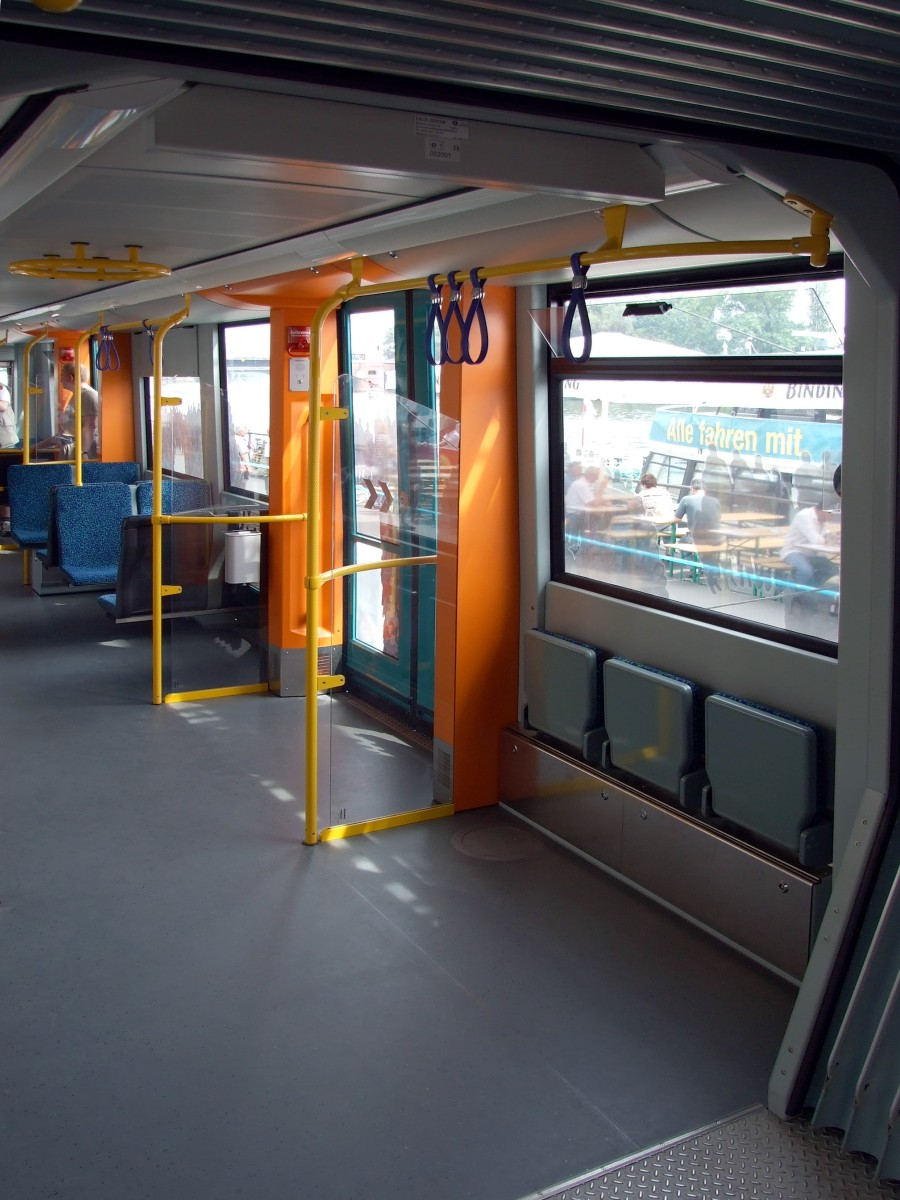
Großer Mehrzweckbereich am Gelenk und farblich markierte Türbereiche

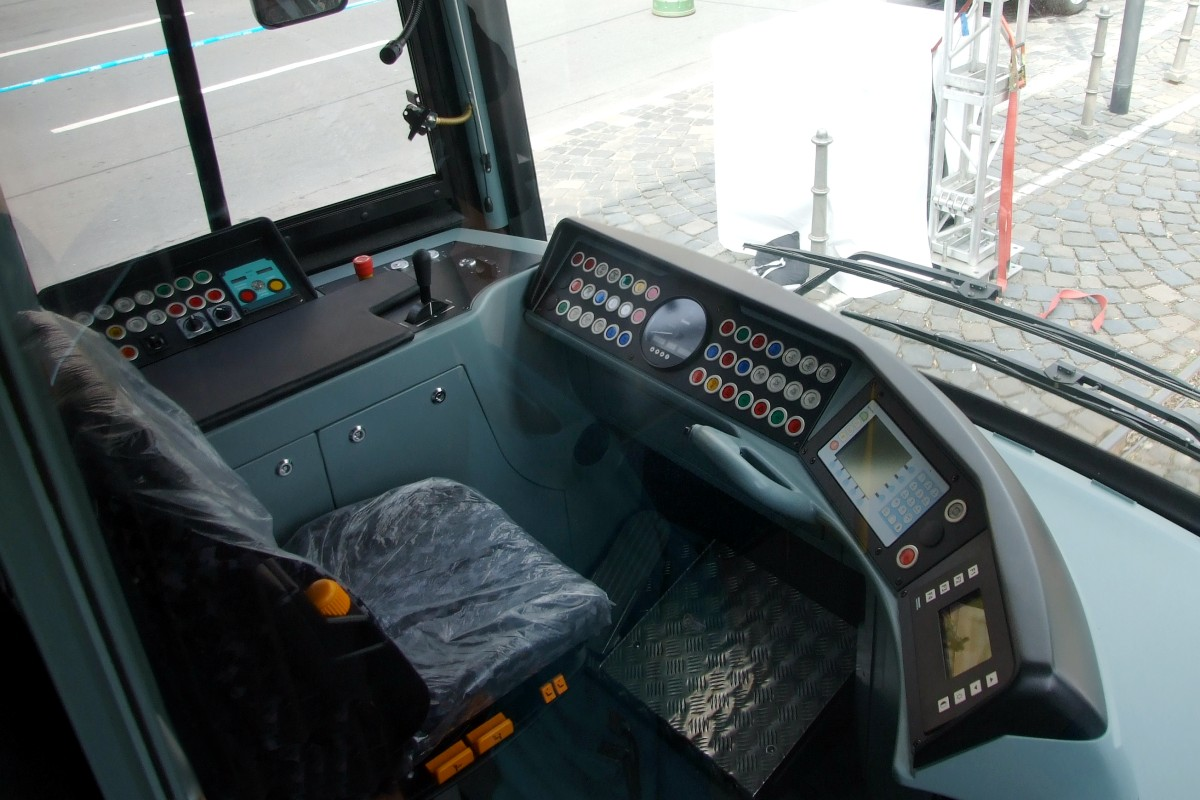
Fahrerraum im B-Teil (v. l. n. r.: Steuerschalter, Bedienfeld und IBISplus)

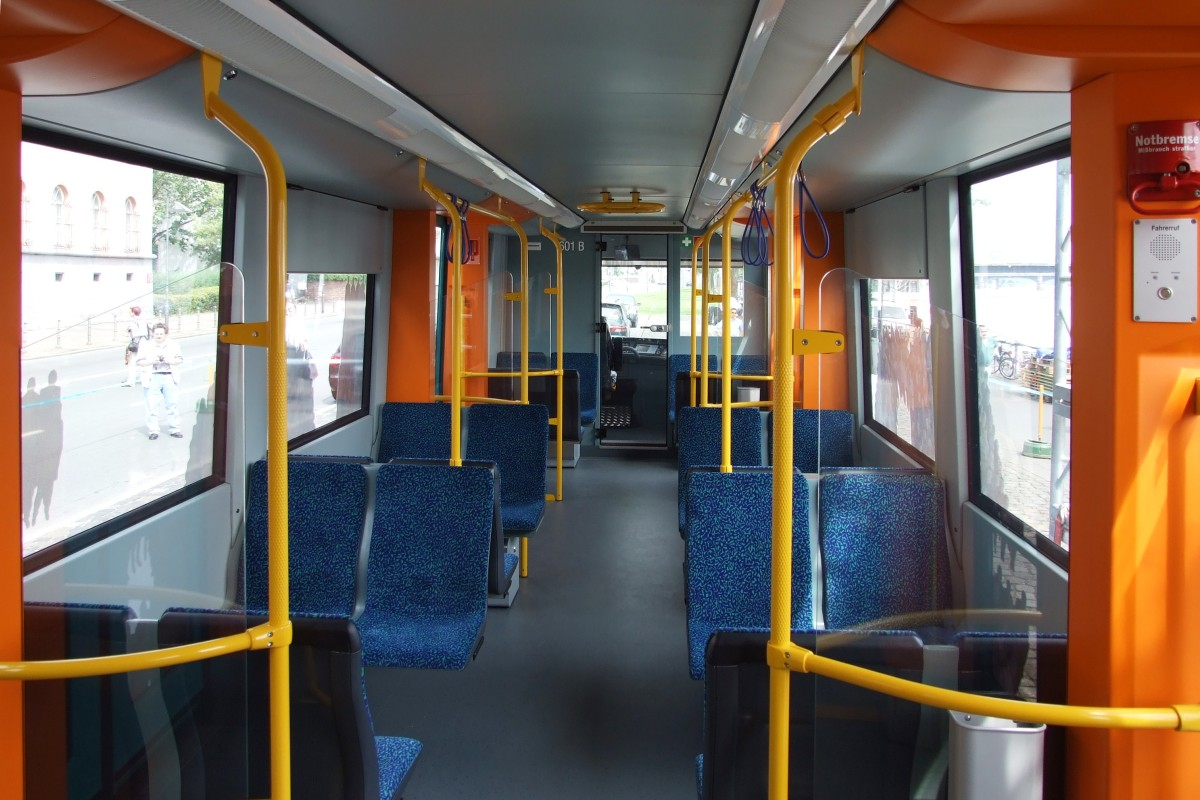
Fahrgastraum

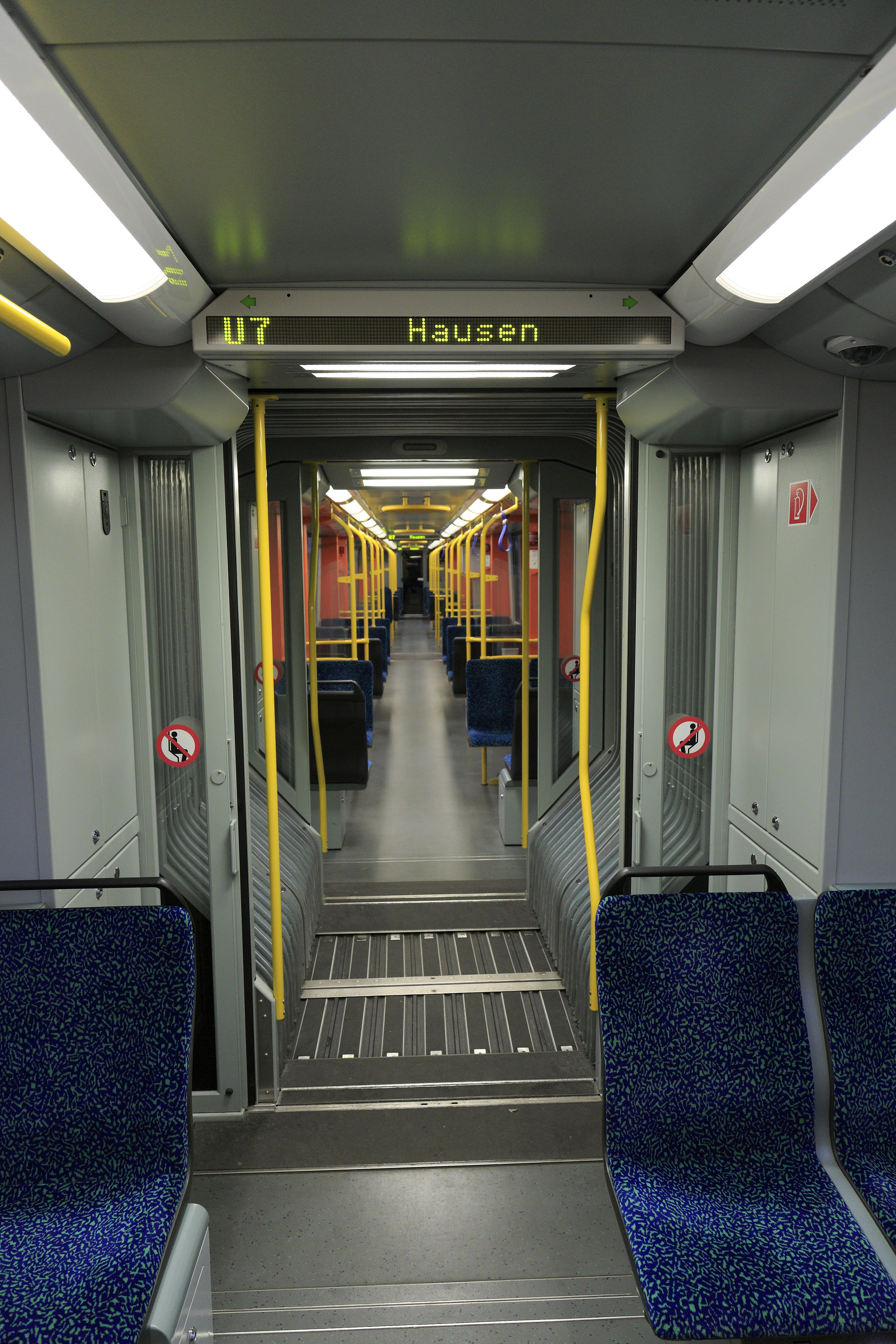
U5-50-Wagenübergang mit Fahrgastinformation

Die optische Gestaltung im Innenraum orientiert sich an den Straßenbahnwagen der Baureihe S. Die Aufteilung der Abteile mit jeweils vier Sitzgruppen entspricht teilweise den U3- und U4-Wagen. Der Fahrgastraum verfügt jedoch im Gegensatz zu den Vorgängerbaureihen nur über 48 Sitzplätze (etwa ein Viertel weniger), da vier Sitzgruppen zugunsten eines großen Mehrzweckbereichs entfallen. Dieser Bereich befindet sich zwischen den mittleren Türen auf beiden Seiten des Gelenks und bietet ausreichend Freifläche und Festhaltemöglichkeiten sowohl für Rollstuhlfahrer als auch für Personen mit Kinderwagen, Fahrrädern oder sperrigem Gepäck. Im Mehrzweckabteil stehen zusätzlich sechs Klappsitze zur Verfügung.
Die Sitzplätze sind in Gruppen von je vier Plätzen an je einem Seitenfenster angeordnet. Der Innenraum ist wie bereits bei den S-Wagen mit einem speziellen Farbkonzept zur Orientierung für Personen mit Sehschwäche gestaltet. Durch eine gelbe Farbgebung sind die Haltestangen kontrastreich und damit gut erkennbar. Die Türbereiche sind farblich besonders deutlich markiert und durch geriffelte Stangen zur taktilen Wahrnehmung gekennzeichnet. An den Querstangen unter der Decke sind Halteschlaufen befestigt.
Das Fahrgastinformationssystem informiert die Fahrgäste akustisch und visuell über die jeweils nächste Station und Umsteigemöglichkeiten. Die Matrixanzeigen sind im Gegensatz zu den S-Wagen nur noch einzeilig, wodurch die Schrift größer und besser lesbar wird. Zusatzinformationen wie zum Beispiel die nächsten drei Folgestationen werden als Laufschrift dargestellt. Die Ausstiegsseite an der nächsten Station wird durch einen grün leuchtenden Pfeil nach links oder rechts angezeigt. An den Endhaltestellen, wo die Züge am Bahnsteig wenden (z. B. Heerstraße und Ostbahnhof der U6), leuchten jedoch beide Pfeile auf, da die Ausstiegsseite zufällig sein kann. Ein U5-Wagen verfügt über insgesamt vier dieser Anzeigen, die sich gleichmäßig verteilt jeweils am Ende eines Wagenteils über der Tür zum Fahrerraum beziehungsweise am Gelenk an der Decke befinden.
Erstmals in der Geschichte der Frankfurter U-Bahn sind die Fahrzeuge mit einer Klimaanlage und einer Videoüberwachung ausgestattet, wobei die Videoüberwachung nach diversen Vorfällen anders als zunächst geplant in allen Wagen des Typs U5 eingebaut werden soll. Die klimatisierte Luft wird über Deckenkanäle und die Zugluft der Heizung über Seitenkanäle oberhalb des Bodens in den Fahrgastraum geführt.
Fahrgast- und Fahrerraum sind durch eine Tür und Trennwände aus Glas voneinander getrennt. So wird das subjektive Sicherheitsgefühl erhöht, da der Blick in andere Wagen beziehungsweise zum Fahrpersonal ermöglicht wird. Der Fahrerraum ist ebenfalls mit einem eigenen Klimagerät klimatisiert, das auch zum Entfrosten der Frontscheibe genutzt werden kann. Die Ausführung der Bedien- und Kontrollelemente auf dem Fahrerpult wurde weitgehend vom S-Wagen übernommen. Die Überwachungskameras können dort einzeln auf einem Monitor aufgeschaltet werden.

### Farbgebung und Design

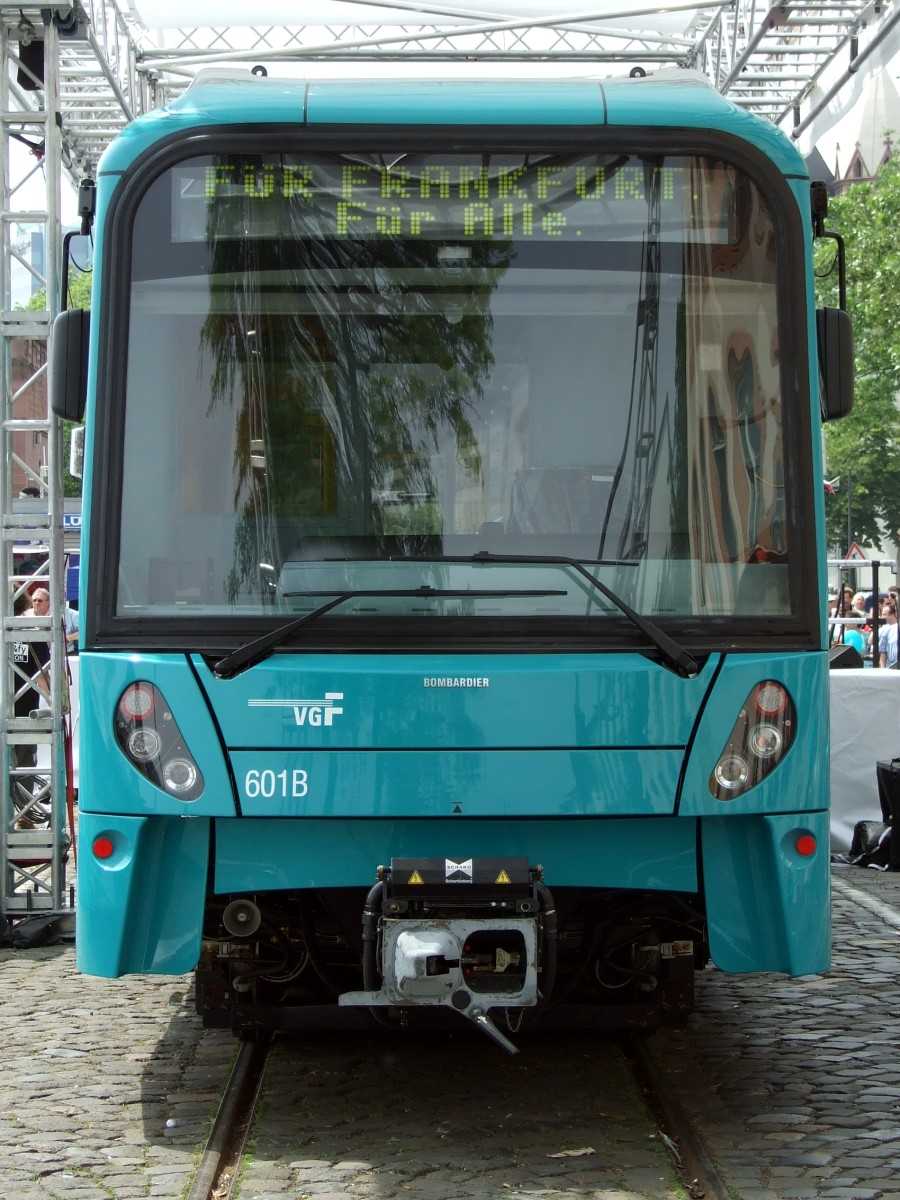
Stirnseite

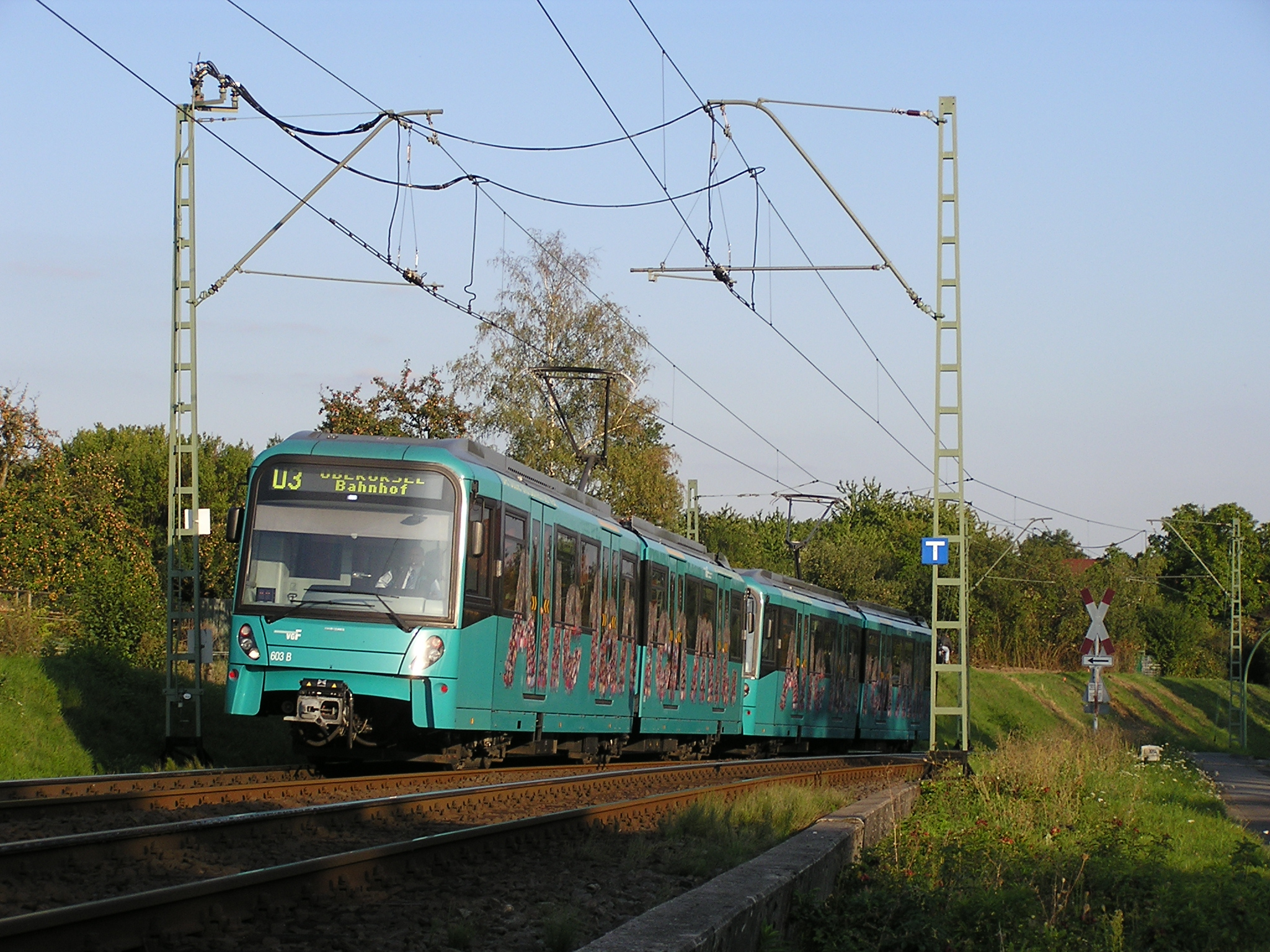
Wagen 603 und 602 mit Alle-fahren-mit-Beklebung

Die äußere Gestaltung der Baureihe U5 folgt dem aktuellen Farbkonzept der Verkehrsgesellschaft Frankfurt. Die Fahrzeuge sind einfarbig in der Farbe subaru-vista-blue – einem dunklen Türkis-Ton – lackiert. Das Stuttgarter Industriedesignbüro PanikRuhdorfer entwickelte das Fahrzeugdesign und erhielt dafür im März 2009 eine Auszeichnung. Das Design wurde unter Einhaltung des Corporate Designs der VGF entworfen. Das neue Design sollte sich – so die Vorgaben – einerseits an den etwa 14 Jahre älteren U4-Wagen orientieren und andererseits erkennen lassen, dass es Wagen einer neuen Generation sind. Dies wurde unter anderem durch eine neu gestaltete Stirnseite erreicht, die durch mehr organische Formen geprägt ist. Hinter den Frontscheiben befinden sich große Zugzielanzeiger. Zusätzlich gibt es pro Fahrzeugseite je zwei weitere etwas kleinere Anzeiger, die die Liniennummer und das Fahrtziel anzeigen. Sie befinden sich im oberen Bereich der an den ersten und letzten Einstieg angrenzenden Fenster und sind eine Neuerung im Vergleich zur Baureihe U4. Alle Außenanzeigen wurden zunächst als LED-beleuchtete Flipdot-Matrixanzeigen ausgeführt, der Wagen 666 wurde testweise mit hochauflösenden weißen LED-Anzeigen ausgestattet. Nachdem dieser Test erfolgreich verlaufen war, wurde ab den Einheiten 669 bzw. 881 jeder U5-Wagen bereits ab Werk damit ausgestattet. Ansonsten gleichen die Seitenflächen weitgehend den U4-Wagen. Die Seitenfenster sind dunkel getönt und bilden mit schwarzen Flächen in den Zwischenräumen ein durchgehendes dunkles Fensterband. Über den Einstiegen am Gelenk weisen gelbe Streifen auf den Mehrzweckbereich im Inneren hin. Alle Türen sind außerdem mit gelben Pfeilen gekennzeichnet, um von Menschen mit Sehschwäche besser gesehen zu werden. Die Einstiege haben eine Breite von 130 cm und sind barrierefrei ohne Mittelstangen ausgeführt.
Die Wagen 601, 602 und 603 sind als erste Fahrzeuge der Baureihe – wie bereits seit einiger Zeit bei neuen Fahrzeugserien üblich – mit einer Sonderbeklebung in Betrieb genommen worden. Die Seitenflächen waren im Rahmen einer aktuellen Imagekampagne der VGF mit Ausschnitten aus einem großformatigen Foto beklebt, das Mitarbeiter des Verkehrsunternehmens zeigt, die als Gruppen in Form von Buchstaben den Slogan „Alle fahren mit.“ bilden. Nach der hochwasserbedingten Ausmusterung der Wagen 601 und 602 war zuletzt nur noch der Wagen 603 mit dieser Beklebung unterwegs, derzeit (März 2018) ist er werbefrei.